# يان مكغوان
يان مكغوان (بالإنجليزية: Ian McGowan)‏ هو مجدف أمريكي، ولد في 23 مايو 1979 في سياتل في الولايات المتحدة.

## وصلات خارجية
- يان مكغوان على موقع الاتحاد الدولي للتجديف (الإنجليزية)
- يان مكغوان على موقع اللجنة الأولمبية الدولية (الإنجليزية)
- يان مكغوان على موقع أوليمبيديا (الإنجليزية)